# Tivodrassus reddelli
Espèce
Tivodrassus reddelli est une espèce d'araignées aranéomorphes de la famille des Prodidomidae.

## Distribution
Cette espèce est endémique du Querétaro au Mexique,.

## Description
La femelle holotype mesure 4,43 mm.

## Systématique et taxinomie
Cette espèce a été décrite par Platnick et Shadab en 1976.

## Étymologie
Cette espèce est nommée en l'honneur de James R. Reddell.

## Publication originale
- Platnick & Shadab, 1976 : « A revision of the spider genera Drassodes and Tivodrassus (Araneae, Gnaphosidae) in North America. » American Museum novitates, no 2593, p. 1-29 (texte intégral).